# Szumátrai sül
A szumátrai sül (Hystrix sumatrae) az emlősök (Mammalia) osztályának a rágcsálók (Rodentia) rendjébe, ezen belül a gyalogsülfélék (Hystricidae) családjába tartozó faj.

## Előfordulása
Indonézia területén honos.